# خوان کاسرس
خوان کاسرس (اسپانیایی: Juan Cáceres‎؛ زادهٔ ۲۷ دسامبر ۱۹۴۹) بازیکن فوتبال اهل پرو بود.
از باشگاه‌هایی که در آن بازی کرده‌است می‌توان به باشگاه فوتبال آلیانزا لیما و باشگاه فوتبال اونیورسیتاریو ده دپورتس اشاره کرد.
وی همچنین در تیم ملی فوتبال پرو بازی کرده‌است.